# Buštranje, Vranje
Buštranje (izvirno srbsko Буштрање) je naselje v Srbiji, ki upravno spada pod Mesto Vranje; slednja pa je del Pčinjskega upravnega okraja.

## Demografija
V naselju, katerega izvirno (srbsko-cirilično) ime je Буштрање, živi 389 polnoletnih prebivalcev, pri čemer je njihova povprečna starost 43,7 let (40,8 pri moških in 46,5 pri ženskah). Naselje ima 150 gospodinjstev, pri čemer je povprečno število članov na gospodinjstvo 3,25.
To naselje je, glede na rezultate popisa iz leta 2002, večinoma srbsko, a v času zadnjih treh popisov je opazno zmanjšanje števila prebivalcev.
|  |

| Demografija | Demografija     | Demografija     |
| Leto        | Št. prebivalcev | Št. prebivalcev |
| ----------- | --------------- | --------------- |
|             |                 |                 |
|             |                 |                 |
|             |                 |                 |
|             |                 |                 |
| 1948        | 1080            |                 |
| 1953        | 1119            |                 |
| 1961        | 1029            |                 |
| 1971        | 822             |                 |
| 1981        | 667             |                 |
| 1991        | 592             | 584             |
| 2002        | 497             | 487             |
|             |                 |                 |

| Etnična sestava po popisu iz leta 2002 | Etnična sestava po popisu iz leta 2002 | Etnična sestava po popisu iz leta 2002 | Etnična sestava po popisu iz leta 2002 | Etnična sestava po popisu iz leta 2002 |
| -------------------------------------- | -------------------------------------- | -------------------------------------- | -------------------------------------- | -------------------------------------- |
| Srbi                                   | Srbi                                   |                                        | 484                                    | 99,38%                                 |
| Makedonci                              | Makedonci                              |                                        | 3                                      | 0,61%                                  |
| Neznano                                | Neznano                                |                                        | 0                                      | 0,0%                                   |